# Filippo di Borgogna
Filippo di Borgogna, in francese Philippe de Bourgogne, dit Philippe Monsieur (10 novembre 1323 – Aiguillon, 10 agosto 1346) fu conte di Alvernia e di Boulogne.

## Origine
Secondo la Histoire généalogique des ducs de Bourgogne de la maison de France, Filippo era il figlio maschio primogenito del Duca di Borgogna, Oddone IV e della moglie, la contessa di Borgogna e di Artois, Giovanna III detta anche Giovanna di Francia (1308-1347), figlia primogenita, ancora secondo la Histoire généalogique des ducs de Bourgogne de la maison de France, del re di Francia, Filippo V il Lungo, e della moglie, la contessa di Borgogna e di Artois, Giovanna II. Il matrimonio dei genitori di Filippo viene ricordato anche dal Continuatio Chronici Guillelmi de Nangiaco (la primogenita del re Filippo V col duca di Borgogna), prima nel 1317 e poi, nel 1318, nella festa della Trinità; questo matrimonio, nel giorno della festa della Trinità (18 aprile) viene ricordato anche dalla Chronique parisienne anonyme du XIVe siècle.
Secondo la Histoire des ducs de Bourgogne de la race capétienne, vol. VI, Oddone IV di Borgogna era il figlio maschio terzogenito del Duca di Borgogna e re titolare di Tessalonica, Roberto II e della moglie, Agnese di Francia (1260-1325), che, come ci viene confermato dalla Chronique anonyme des rois de France, era la figlia minore (ultimogenita) del re di Francia, San Luigi IX (1215 – 1270) e di Margherita di Provenza (1221 – 1295), che, come riportato dal Vincentii Bellovacensis Memoriale Omnium Temporum era la figlia primogenita del conte di Provenza e conte di Forcalquier, Raimondo Berengario IV (1198 – 1245) e della moglie (come risulta dalla cronaca del monaco benedettino inglese, cronista della storia inglese, Matteo Paris (1200 – 1259), quando descrive il matrimonio della figlia Eleonora con il re d'Inghilterra, Enrico III), Beatrice di Savoia (1206 – 1266).

Armi di Filippo di Borgogna

## Biografia
Nel 1330, alla morte della nonna Giovanna II di Borgogna, sua madre Giovanna di Francia ereditò i titoli di contessa di Borgogna e d'Artois.
Nel novembre 1338 Filippo sposò la contessa di Alvernia e di Boulogne Giovanna I d'Alvernia (1326-1360), figlia di Guglielmo XII d'Alvernia (1300-1332) e della moglie Margherita d'Évreux (1307-1350), e il padre gli concesse di fregiarsi del titolo di conte di Artois, come ci conferma la Histoire généalogique des ducs de Bourgogne de la maison de France. Per questo matrimonio, a causa della consanguineità, fu necessaria la dispensa papale di papa Giovanni XXII, come ci viene confermato dal documento n° CCLVII, datato al 20 aprile 1333 delle Preuves de l'Histoire générale et particulière de Bourgogne, tome II. Il contratto di matrimonio fu redatto due mesi prima, il 26 settembre, come ci viene confermato dal documento n° CCLXV, datato al 26 settembre 1338 delle Preuves de l'Histoire générale et particulière de Bourgogne, tome II.
Nel 1340, durante la guerra dei cent'anni, a fianco del padre partecipò ai combattimenti in difesa della città di Saint-Omer nella contea d'Artois, dagli assalti delle truppe di Roberto III d'Artois e dei fiamminghi (la battaglia di Saint-Omer è descritta nella Histoire des ducs de Bourgogne de la race capétienne, vol. VII), alleati del re d'Inghilterra, Edoardo III.
Nel 1346, ancora durante la guerra dei cent'anni, all'assedio del castello d'Aiguillon condotto da suo cugino Giovanni di Francia, il futuro re di Francia Giovanni il Buono, nel mese di agosto, mentre accorreva sul luogo dove avveniva una scaramuccia, Filippo subì gravi ferite per una caduta del suo cavallo, che lo trascinò a terra e lo schiacciò sotto il peso del proprio corpo; a seguito delle ferite riportate, Filippo morì il 10 agosto di quello stesso anno e, a seguito di questo tragico evento che addolorò sia l'erede al trono di Francia, Giovanni il Buono, che il padre di Filippo, Oddone IV, anche lui presente all'assedio, il cadavere fu portato ad Agen e l'assedio fu tolto il 20 agosto.
Sempre nel 1346, dopo la morte di Filippo di Borgogna che aveva lasciato un solo figlio maschio, anche lui di nome Filippo, suo padre Oddone IV fece testamento designando il bambino come unico suo erede.
Sua moglie Giovanna I d'Alvernia nel 1350 sposò in seconde nozze l'erede al trono di Francia Giovanni il Buono, che alcuni mesi dopo divenne il re di Francia.

## Discendenza
Filippo da Giovanna ebbe tre figli:
- Giovanna (1344-1360), fidanzata al conte di Savoia Amedeo VI, il conte Verde, ma il suo patrigno re di Francia, Giovanni il Buono, annullò il fidanzamento[19]
- Margherita (1345-morta giovane)[20]
- Filippo di Rouvres (1346-1361), che erediterà il ducato di Borgogna e le contee di Borgogna, Artois, Alvernia e Boulogne[21].

## Ascendenza
|                          |                       |                        | Genitori                           |  |  | Nonni |  |  | Bisnonni           |  |  | Trisnonni              |  |
|                          |                       |                        |                                    |  |  |       |  |  | Ugo IV di Borgogna |  |  | Oddone III di Borgogna |  |
|                          |                       |                        |                                    |  |  |       |  |  | Ugo IV di Borgogna |  |  | Oddone III di Borgogna |  |
|                          |                       | Alice di Vergy         |                                    |  |  |       |  |  | Ugo IV di Borgogna |  |  |                        |  |
| Roberto II di Borgogna   |                       |                        |                                    |  |  |       |  |  | Ugo IV di Borgogna |  |  |                        |  |
|                          |                       | Yolanda di Dreux       | Roberto III di Dreux               |  |  |       |  |  |                    |  |  |                        |  |
|                          |                       | Yolanda di Dreux       | Roberto III di Dreux               |  |  |       |  |  |                    |  |  |                        |  |
|                          |                       | Yolanda di Dreux       | Aénor de Saint-Valery              |  |  |       |  |  |                    |  |  |                        |  |
| Oddone IV di Borgogna    |                       | Yolanda di Dreux       |                                    |  |  |       |  |  |                    |  |  |                        |  |
|                          |                       | Luigi IX di Francia    | Luigi VIII di Francia              |  |  |       |  |  |                    |  |  |                        |  |
|                          |                       | Luigi IX di Francia    | Luigi VIII di Francia              |  |  |       |  |  |                    |  |  |                        |  |
|                          |                       | Luigi IX di Francia    | Bianca di Castiglia                |  |  |       |  |  |                    |  |  |                        |  |
| Agnese di Francia        |                       | Luigi IX di Francia    |                                    |  |  |       |  |  |                    |  |  |                        |  |
|                          |                       | Margherita di Provenza | Raimondo Berengario IV di Provenza |  |  |       |  |  |                    |  |  |                        |  |
|                          |                       | Margherita di Provenza | Raimondo Berengario IV di Provenza |  |  |       |  |  |                    |  |  |                        |  |
|                          |                       | Margherita di Provenza | Beatrice di Savoia                 |  |  |       |  |  |                    |  |  |                        |  |
| Filippo di Borgogna      |                       | Margherita di Provenza |                                    |  |  |       |  |  |                    |  |  |                        |  |
|                          | Filippo IV di Francia | Filippo III di Francia |                                    |  |  |       |  |  |                    |  |  |                        |  |
|                          | Filippo IV di Francia | Filippo III di Francia |                                    |  |  |       |  |  |                    |  |  |                        |  |
|                          | Filippo IV di Francia | Isabella d'Aragona     |                                    |  |  |       |  |  |                    |  |  |                        |  |
| Filippo V di Francia     | Filippo IV di Francia |                        |                                    |  |  |       |  |  |                    |  |  |                        |  |
|                          |                       | Giovanna I di Navarra  | Enrico I di Navarra                |  |  |       |  |  |                    |  |  |                        |  |
|                          |                       | Giovanna I di Navarra  | Enrico I di Navarra                |  |  |       |  |  |                    |  |  |                        |  |
|                          |                       | Giovanna I di Navarra  | Bianca d'Artois                    |  |  |       |  |  |                    |  |  |                        |  |
| Giovanna III di Borgogna |                       | Giovanna I di Navarra  |                                    |  |  |       |  |  |                    |  |  |                        |  |
|                          |                       | Ottone IV di Borgogna  | Ugo di Châlon                      |  |  |       |  |  |                    |  |  |                        |  |
|                          |                       | Ottone IV di Borgogna  | Ugo di Châlon                      |  |  |       |  |  |                    |  |  |                        |  |
|                          |                       | Ottone IV di Borgogna  | Adelaide I di Borgogna             |  |  |       |  |  |                    |  |  |                        |  |
| Giovanna II di Borgogna  |                       | Ottone IV di Borgogna  |                                    |  |  |       |  |  |                    |  |  |                        |  |
|                          |                       | Mahaut d'Artois        | Pietro di Courtenay                |  |  |       |  |  |                    |  |  |                        |  |
|                          |                       | Mahaut d'Artois        | Pietro di Courtenay                |  |  |       |  |  |                    |  |  |                        |  |
|                          |                       | Mahaut d'Artois        | Amicie de Courtenay                |  |  |       |  |  |                    |  |  |                        |  |
|                          |                       | Mahaut d'Artois        |                                    |  |  |       |  |  |                    |  |  |                        |  |

### Fonti primarie
- (LA)  Monumenta Germaniae Historica, Scriptores, tomus XXIII.
- (LA)  Monumenta Germaniae Historica, Scriptores, Tomus XXIV.
- (LA)  Matthæi Parisiensis, Monachi Sancti Albani, Chronica Majorar, vol. IV.
- (LA)  Recueil des historiens des Gaules et de la France. Tome 20.
- (LA)  Recueil des historiens des Gaules et de la France. Tome 21.
- (LA)  Chronique parisienne anonyme du XIVe siècle.
- (LA)  Histoire générale et particulière de Bourgogne, tome II.

### Letteratura storiografica
- Hilda Johnstone, "Francia: gli ultimi Capetingi", cap. XV, vol. VI (Declino dell'impero e del papato e sviluppo degli stati nazionali) della Storia del Mondo Medievale, 1980, pp. 569–607.
- Paul Fournier, "Il regno di Borgogna o d'Arles dal XI al XV secolo", cap. XI, vol. VII (L'autunno del Medioevo e la nascita del mondo moderno) della Storia del Mondo Medievale, 1981, pp. 383–410.
- (FR)  Histoire des ducs de Bourgogne de la race capétienne, tome VI.
- (FR)  Histoire des ducs de Bourgogne de la race capétienne, tome VII.
- (FR)  Histoire des ducs de Bourgogne de la race capétienne, tome VIII.
- (FR)  Histoire généalogique des ducs de Bourgogne de la maison de France.